# Chorizopella
Chorizopella is een monotypisch geslacht van spinnen uit de  familie van de Theridiidae (Kogelspinnen).

## Soort
- Chorizopella tragardhi Lawrence, 1947